# Pterolophia curvatocostata
Pterolophia curvatocostata là một loài bọ cánh cứng trong họ Cerambycidae.